# Colonia Stan
Colonia Stan är en ort i Mexiko.   Den ligger i kommunen Jamapa och delstaten Veracruz, i den sydöstra delen av landet, 300 km öster om huvudstaden Mexico City. Colonia Stan ligger 19 meter över havet och antalet invånare är 236.
Terrängen runt Colonia Stan är platt. Runt Colonia Stan är det ganska glesbefolkat, med 43 invånare per kvadratkilometer. Närmaste större samhälle är Veracruz, 19,5 km nordost om Colonia Stan. Trakten runt Colonia Stan består till största delen av jordbruksmark.